# Eugenia baileyi
Eugenia baileyi là một loài thực vật có hoa trong Họ Đào kim nương. Loài này được Britton mô tả khoa học đầu tiên năm 1921.